# 꾹프엉 국립공원
꾹프엉 국립공원(베트남어: Vườn quốc gia Cúc Phương / 園國家菊芳)은 베트남 홍강 삼각주 닌빈성에 위치한 국립공원이다. 꾹프엉은 베트남 최초의 국립공원이며, 베트남에서 가장 큰 자연보호구역이다. 이 국립공원은 베트남에서 생물다양성을 위한 가장 중요한 장소 중 하나이다.

## 역사
1960년에 꾹프엉은 산림 보호구역으로 만들어졌고 1962년에 꾹프엉 국립공원은 호찌민 대통령에 의해 지정되었다. 꾹프엉의 인간 거주지는 이 공원이 조성되기 훨씬 전인 7,000-12,000년 전으로 거슬러 올라간다. 그 무렵의 유물들은 인간의 무덤, 돌도끼, 뾰족한 뼈창, 굴껍질 칼, 갈기 위한 도구 등이 공원 내의 수많은 동굴에서 발견되었다. 1789년 공원의 꾸엔보이 구역은 응우옌후에에와 탕롱 사이의 내전에서 큰 전투의 현장이었다. 더 최근에는 공원에서 살며, 농사를 짓고, 사냥하는 2,500명의 므엉족 소수민족 부족민들과 정부와의 사이에 갈등이 나타나고 있다. 1987년, 밀렵과 토지 이용에 관한 문제 때문에 500명의 므엉족이 공원 바깥으로 이주했다.

## 풍경과 기후
꾹프엉은 북부 안남산맥의 기슭에 위치해 있다. 그 공원은 녹음진 카르스트 산과 우거진 계곡으로 이루어져 있다. 해발고도는 박미안산 정상이 150m로 656m까지 다양하다. 석회암 산에는 수많은 동굴들이 있는데, 그 중 많은 동굴들은 탐험이 용이하다.
꾹프엉의 평균 기온은 섭씨 21도로, 평균 겨울 기온은 9°C이다. 고온은 30°C 이상에 이를 수 있고 최저 기온은 영하에 이를 수 있다. 계곡의 낮은 고도의 기온은 덥고 습한 반면, 높은 고도에서 기온은 떨어지고 동상의 위협이 있을 정도이다. 연평균 200일 이상 비가 오고 연평균 강수량은 2100mm이다. 건기는 11월에서 2월까지로, 12월과 1월이 가장 건조한 달이다.

## 동식물군
꾹프엉은 식물과 동물들의 놀라운 다양성의 고향이다. 이 공원의 동물원은 97종의 포유류, 가장 유명한 멸종위기종 랑구르, 300종의 조류, 36종의 파충류, 17종의 양서류, 11종의 어류, 2,000종의 관다발식물, 수천 종의 곤충을 포함한다. 이 공원에 있는 많은 종들이 멸종위기의 베트남 레드북에 등재되어 있다.
공원 내 영장류로는 마카크, 긴팔원숭이, 프랑수아랑구르, 늘보로리스 등이 있다. 다른 포유류로는 박쥐, 고슴도치, 날다람쥐, 줄무늬다람쥐, 팔라스다람쥐, 희귀한 검은큰다람쥐 등이 있다. 과거에는 이 공원은 아시아 흑곰, 들개, 코끼리, 코뿔소, 호랑이의 서식지였지만, 사냥과 먹이 부족으로 인해 이 종들이 멸종되었다. 표범, 구름표범, 정글고양이는 여전히 공원에 있을지도 모른다.